# Marika Popowicz-Drapała
Marika Julianna Popowicz-Drapała (Gniezno, 28 aprile 1988) è una velocista polacca.

## Palmarès
| Anno | Manifestazione    | Sede              | Evento            | Risultato  | Prestazione | Note                                             |
| ---- | ----------------- | ----------------- | ----------------- | ---------- | ----------- | ------------------------------------------------ |
| 2004 | Mondiali U20      | Grosseto          | 4 × 100 m         | 7ª         | 45"34       |                                                  |
| 2005 | Mondiali U18      | Marrakech         | 200 m piani       | 5ª         | 23"93       |                                                  |
| 2005 | Mondiali U18      | Marrakech         | Staffetta svedese | 4ª         | 2'09"05     |                                                  |
| 2005 | Europei U20       | Kaunas            | 4 × 100 m         | Oro        | 44"65       | Miglior prestazione personale                    |
| 2006 | Mondiali U20      | Pechino           | 100 m piani       | Semifinale | 11"96       |                                                  |
| 2006 | Mondiali U20      | Pechino           | 200 m piani       | Semifinale | 24"00       |                                                  |
| 2006 | Mondiali U20      | Pechino           | 4 × 100 m         | 5ª         | 44"70       | Miglior prestazione personale stagionale         |
| 2007 | Europei U20       | Hengelo           | 100 m piani       | 5ª         | 11"67       |                                                  |
| 2007 | Europei U20       | Hengelo           | 200 m             | Batteria   | dnf         |                                                  |
| 2007 | Europei U20       | Hengelo           | 4 × 100 m         | Bronzo     | 45"32       |                                                  |
| 2007 | Europei U20       | Hengelo           | 4 × 400 m         | 5ª         | 3'39"26     |                                                  |
| 2009 | Europei a squadre | Leiria            | 100 m piani       | 5ª         | 11"51       |                                                  |
| 2009 | Europei a squadre | Leiria            | 4 × 100 m         | 5ª         | 44"04       |                                                  |
| 2009 | Universiadi       | Belgrado          | 4 × 100 m         | Argento    | 43"96       | Miglior prestazione personale                    |
| 2009 | Europei U23       | Kaunas            | 100 m piani       | Bronzo     | 11"50       |                                                  |
| 2009 | Europei U23       | Kaunas            | 200 m piani       | Bronzo     | 23"25       |                                                  |
| 2009 | Europei U23       | Kaunas            | 4 × 100 m         | Argento    | 43"90       | Miglior prestazione personale                    |
| 2010 | Mondiali indoor   | Doha              | 60 m piani        | Batteria   | 7"56        |                                                  |
| 2010 | Europei           | Barcellona        | 100 m piani       | Batteria   | 11"80       |                                                  |
| 2010 | Europei           | Barcellona        | 4 × 100 m         | Bronzo     | 42"68       | Record nazionale · Miglior prestazione personale |
| 2011 | Europei a squadre | Stoccolma         | 200 m piani       | 8ª         | 24"03       |                                                  |
| 2011 | Europei a squadre | Stoccolma         | 4 × 100 m         | 7ª         | 43"77       | Miglior prestazione personale stagionale         |
| 2011 | Mondiali          | Taegu             | 4 × 100 m         | Batteria   | dnf         |                                                  |
| 2012 | Europei           | Helsinki          | 200 m piani       | Semifinale | 23"58       |                                                  |
| 2012 | Europei           | Helsinki          | 4 × 100 m         | Bronzo     | 43"06       | Miglior prestazione personale stagionale         |
| 2012 | Giochi olimpici   | Londra            | 4 × 100 m         | Batteria   | 43"07       |                                                  |
| 2013 | Europei a squadre | Gateshead         | 100 m piani       | 6ª         | 11"83       |                                                  |
| 2013 | Europei a squadre | Gateshead         | 200 m piani       | 5ª         | 23"58       |                                                  |
| 2013 | Europei a squadre | Gateshead         | 4 × 100 m         | 6ª         | 43"85       |                                                  |
| 2013 | Universiadi       | Kazan'            | 4 × 100 m         | Bronzo     | 43"81       |                                                  |
| 2013 | Mondiali          | Mosca             | 200 m piani       | Batteria   | 23"22       | Miglior prestazione personale stagionale         |
| 2013 | Mondiali          | Mosca             | 4 × 100 m         | Batteria   | 43"18       | Miglior prestazione personale stagionale         |
| 2015 | Europei indoor    | Praga             | 60 m piani        | Semifinale | 7"38        |                                                  |
| 2015 | World Relays      | Nassau            | 4 × 100 m         | Batteria   | dnf         |                                                  |
| 2015 | Europei a squadre | Čeboksary         | 4 × 100 m         | Bronzo     | 43"28       | Miglior prestazione personale stagionale         |
| 2016 | Mondiali indoor   | Portland          | 60 m piani        | Semifinale | 7"34        |                                                  |
| 2016 | Europei           | Amsterdam         | 100 m piani       | Semifinale | 11"68       |                                                  |
| 2016 | Europei           | Amsterdam         | 4 × 100 m         | 6ª         | 43"24       |                                                  |
| 2016 | Giochi olimpici   | Rio de Janeiro    | 100 m piani       | Batteria   | 11"70       |                                                  |
| 2016 | Giochi olimpici   | Rio de Janeiro    | 4 × 100 m         | Batteria   | 43"33       |                                                  |
| 2017 | Europei a squadre | Villeneuve d'Ascq | 100 m piani       | Batteria   | 11"73       |                                                  |
| 2017 | Europei a squadre | Villeneuve d'Ascq | 4 × 100 m         | Argento    | 43"07       | Miglior prestazione personale stagionale         |
| 2019 | World Relays      | Yokohama          | 4 × 100 m         | Batteria   | dnf         |                                                  |
| 2021 | Europei a squadre | Chorzów           | 4 × 100 m         | Argento    | 43"83       |                                                  |
| 2021 | Giochi olimpici   | Tokyo             | 4 × 100 m         | Batteria   | 43"09       | Miglior prestazione personale stagionale         |
| 2022 | Mondiali          | Eugene            | 4 × 100 m         | Batteria   | 43"19       |                                                  |
| 2022 | Europei           | Monaco di Baviera | 200 m piani       | Batteria   | 23"47       |                                                  |
| 2022 | Europei           | Monaco di Baviera | 4 × 100 m         | Argento    | 42"61       | Record nazionale · Miglior prestazione personale |
| 2023 | Europei indoor    | Istanbul          | 4 × 400 m         | Bronzo     | 3'29"31     | Miglior prestazione personale stagionale         |
| 2023 | Giochi europei    | Chorzów           | 4 × 100 m         | Argento    | 42"97       | [ 1 ]                                            |
| 2023 | Mondiali          | Budapest          | 4 × 400 m         | 6ª         | 3'24"93     |                                                  |
| 2023 | Mondiali          | Budapest          | 4 × 400 m mista   | 8º         | 3'15"49     |                                                  |
| 2024 | Mondiali indoor   | Glasgow           | 4 × 400 m         | Batteria   | 3'28"80     |                                                  |
| 2024 | World Relays      | Nassau            | 4 × 400 m         | Argento    | 3'24"71     |                                                  |
| 2024 | Europei           | Roma              | 4x400 m           | 6ª         | 3'23"91     |                                                  |
| 2024 | Europei           | Roma              | 4 × 400 m mista   | 7ª         | 3'15"32     |                                                  |
| 2024 | Giochi olimpici   | Parigi            | 4 × 400 m mista   | 7º         | 3'12"39     |                                                  |

## Altre competizioni internazionali
2021
- Campionati europei a squadre di atletica leggera ( Chorzów)